# Лескурея вкорінена
Лескурея вкорінена (Lescuraea radicosa) — вид мохів порядку гіпнобрієвих (Hypnales).

## Поширення
Ареал охоплює такі частини світу: Європа, Північна Америка, Азія.